# Herpetophytum
Herpetophytum é um género botânico pertencente à família das orquídeas (Orchidaceae).